# The Choice – Bis zum letzten Tag
The Choice – Bis zum letzten Tag (Originaltitel: The Choice) ist ein US-amerikanisches Liebesdrama von Ross Katz aus dem Jahr 2016. Es basiert auf dem Roman Bis zum letzten Tag von Nicholas Sparks aus dem Jahr 2007. Der Film handelt vom überzeugten Junggesellen Travis Shaw, der mit seiner neuen Nachbarin Gabby Holland zunächst überhaupt nicht auskommt. Dennoch verliebt er sich in sie und kämpft mit viel Witz und Charme um seine Herzdame, die jedoch eigentlich schon an jemand anderen versprochen ist. Premiere hatte der Film am 4. Februar 2016. In Deutschland startete er am 10. März 2016 in den Kinos.

## Handlung
Travis Parkers luxuriöses Leben mit gutem Job, Haus am Meer, guten Freunden, einer liebevollen Familie und unbefangenen Affären wird durch seine neue Nachbarin, die hübsche Medizinstudentin Gabby Holland, auf den Kopf gestellt. Die beiden zanken ständig und scheinen absolut nicht auf einer Wellenlänge zu sein. Dennoch fühlt sich Travis wie magisch von ihr angezogen und zieht zum ersten Mal in seinem Leben sogar eine feste Beziehung in Erwägung. Gabby jedoch wehrt sich schlagfertig vor den charmanten Avancen des humorvollen Tierarztes. Aber auch sie lassen seine Unbekümmertheit, sein spitzbübischer Witz und sein Selbstvertrauen nach einiger Zeit nicht mehr ganz kalt. Sehr zum Leidwesen von Gabbys langjährigem Freund Ryan, dem die knisternde Anziehung der beiden nicht ganz entgeht. Travis jedoch kämpft hartnäckig um seine Traumfrau, ohne zu ahnen, dass ihn diese Liebe noch vor eine sehr große Entscheidung stellen wird.
Nach sechs glücklichen Jahren erleidet Gabby plötzlich einen folgenschweren Unfall. Sie liegt mehrere Monate im Koma, erwacht jedoch wider Erwarten. Sie wird wieder gesund und kann zu Mann und Kindern nach Hause.

## Rezeption
Der Film erhielt überwiegend negative Kritiken. Bei Metacritic erhielt der Film einen Metascore von 26/100, basierend auf 23 Rezensionen, bei Rotten Tomatoes waren 11 Prozent der 65 Rezensionen positiv.
Der Filmdienst beschreibt den Film als „überkonstruiertes, aufdringlich inszeniertes Drama“, das „ein Hohelied auf die Liebe“ anstimme, ohne dabei „die Figuren ausreichend zu charakterisieren“. Einzig die Hauptdarstellerin fessele „durch ihre Mischung aus Kratzbürstigkeit und Natürlichkeit“.